# Aymen Abdennour
Aymen Abdennour, född 6 augusti 1989 i Sousse, är en tunisisk fotbollsspelare som spelar för Umm Salal och Tunisiens fotbollslandslag.

## Karriär
I augusti 2015 värvades Abdennour av Valencia, där han skrev på ett femårskontrakt. I augusti 2017 lånades Abdennour ut till Marseille.
I juli 2019 värvades Abdennour av turkiska Kayserispor.